# Polana-Głodówka (Brzegi)
Polana-Głodówka – przysiółek wsi Brzegi w Polsce, położony w województwie małopolskim, w powiecie tatrzańskim, w gminie Bukowina Tatrzańska.
W latach 1975–1998 przysiółek administracyjnie należał do województwa nowosądeckiego.
Na polanie Głodówka znajduje się harcerskie Schronisko. 